# Ján Albrecht
Ján Albrecht (7. ledna 1919 Bratislava – 20. listopadu 1996 Bratislava) byl slovenský estetik, muzikolog, hudebník – violista, organizátor kulturního života, hudební pedagog, překladatel.
Pedagog na Univerzitě Komenského v Bratislavě, na Bratislavské konzervatoři a na VŠMU. Měl mimořádný vliv na rozvoj slovenské kultury. Živlem Jana Albrechta byla svobodná hra asociací, nenucenost radosti z objevování střetajících se zážitkových významových polí na straně tvůrce uměleckého nebo vědeckého díla i na straně jeho příjemce. Život Jana Albrechta byl syntézou v kulturní enklávě Bratislavy na březích Evropy: slučuje a propojuje různá média umělecká i zdánlivě vzdálená vývojová pásma kultury, jak matematiku a hudbu, každodenní sokratovský dialog a čínskou kresbu, hru a pečlivou organizaci kulturního dění, gruzínský chorál a hloubkové proudy evropského myšlení, Nold a Mozarta.

## Přehled
- Nar. 7. 1. 1919 Bratislava v rodině hudebního skladatele Alexandra Albrechta.
- 1947-1955 – člen orchestru Slovenského národního divadla.
- 1950 – Albrecht absolvoval konzervatoř v Bratislavě.
- 1954 – dokončil studium VŠMU (viola).
- Od 1955 – působí na Filozofické fakultě UK v Bratislavě.
- 1955-1965 – člen kvarteta A. Albrechta.
- Od 1967 – působí na Pedagogické fakultě UK. Souběžně učil na konzervatoři a VŠMU.
- 1970 – zakládá soubor Musica aeterna.
- 1993 – vychází hlavní Albrechtová teoretická práce Duchovní svět krásy

## Dílo
- Hlavní dílo: Podoby a proměny barokní hudby (1982).
- Eseje o umění, 1986
- Duchovní svět krásy, 1993